# Batnjik
Batnjik (Servisch cyrillisch: Батњик) is een plaats in de Servische gemeente Novi Pazar. De plaats telt 58 inwoners (2002).